# Rafflesia
Rafflesia es un género de plantas parásitas fanerógamas, con un hedor penetrante. Contiene 15 especies (19 si se cuentan cuatro especies no verificadas), las cuales habitan en los bosques húmedos del sureste asiático (en la península de Malaca, Borneo, Sumatra, Java y Filipinas)

## Descripción
Las plantas de Rafflesia no tienen hojas, únicamente sépalos adaptados a escamas. No tienen un tallo bien definido, sin embargo, sus raíces son robustas y se extienden en su huésped; Consisten principalmente en una flor de cinco pétalos (normalmente de colores cálidos), con un diámetro de 90 a 110 cm totalmente abierta y un peso mayor a los 10 kg aproximadamente, aunque la especie más pequeña, Rafflesia manillaza, tiene flores de unos 20 cm de diámetro. Éstas huelen a carne en descomposición (mimetismo químico) y a menudo atraen a moscas, que efectúan su polinización sin recibir ninguna recompensa. En medio de la flor hay una cavidad circular en la que se encuentra una columna central, la cual está cubierta de una serie de estambres con forma cónica que producen y segregan su polen (el líquido viscoso que le da ese olor característico a la planta). 
Su fruto es comido por la musaraña arborícola y fauna de hábitats tropicales, ya que suelen crecer en ambientes de mucha humedad. La Rafflesia es la flor oficial del estado de Sabah, Malasia, así como también la de la provincia tailandesa de  Surat Thani.

## Etimología
El género fue descrito por Robert Brown con Samuel Frederick Gray y publicado en Ann. Philos. Mag. Chem. 16: 225. 1820.
Etimología
Rafflesia: nombre otorgado en honor del gobernador colonial británico Thomas Stamford Raffles.

## Taxonomía
Especies aceptadas
- Rafflesia arnoldii R.Br.
- Rafflesia azlanii Latiff & M.Wong
- Rafflesia baletei Barcelona & Cajano
- Rafflesia banahawensis Madulid, Villariba & Agoo
- Rafflesia bengkuluensis Susatya, Arianto & Mat-Salleh
- Rafflesia borneensis Koord.
- Rafflesia cantleyi Solms
- Rafflesia gadutensis Meijer
- Rafflesia hasseltii Suring.
- Rafflesia keithii Meijer
- Rafflesia lagascae Blanco
- Rafflesia lobata R.Galang & Madulid
- Rafflesia manillana Teschem.
- Rafflesia mira Fernando & Ong
- Rafflesia patma Blume
- Rafflesia pricei Meijer
- Rafflesia rochussenii Teijsm. & Binn.
- Rafflesia schadenbergiana Göpp. ex Hieron.
- Rafflesia tengku-adlinii Mat-Salleh & Latiff
- Rafflesia tuan-mudae Becc. Si.

Especies no verificadas
- Rafflesia borneensis Koord.
- Rafflesia ciliata Koord.
- Rafflesia titan Jack
- Rafflesia witkampii Koord.